# Lola, espejo oscuro
Lola, espejo oscuro és una pel·lícula dramàtica espanyola de 1965 dirigida per l'aleshores prometedor Fernando Merino, amb un guió escrit per José Luis Dibildos basat en la novel·la homònima de Darío Fernández Flórez que tracta sobre la prostitució. Com la novel·la, va tenir molts problemes amb la censura.

## Sinopsi
Lola és una dona bella sense gaires escrúpols que es dedica a la prostitució, i es capaç d'adoptar diverses personalitat per tal donar als seus clients allò que volen i així poder manipular-los millor.

## Repartiment
- Emma Penella - Lola
- Carlos Estrada - Juan Vivar
- Manolo Gómez Bur - Rodolfo

## Premis
Medalles del Cercle d'Escriptors Cinematogràfics
| Any  | Categoria             | Pel·lícula      | Resultat  |
| ---- | --------------------- | --------------- | --------- |
| 1965 | Premi Antonio Barbero | Fernando Merino | Guanyador |